# Saison 4 de Bienvenue chez les Loud
Chronologie
Saison 3 Saison 5
Cet article présente les épisodes de la quatrième saison de la série télévisée d'animation américaine Bienvenue chez les Loud diffusée du 27 mai 2019 au 23 juillet 2020 sur Nickelodeon.
En France et en Suisse, la quatrième saison est diffusée du 7 septembre 2019 au 17 octobre 2020 sur Nickelodeon France et rediffusée du 24 août 2020 au 4 juin 2021 sur Gulli.

## Production

### Développement
Le 6 mars 2018, la série est renouvelée pour une quatrième saison, et une série dérivée, sous le titre de travail Los Casagrandes est en cours de production. Reprenant d'où l'épisode Chaos familial s'est arrêté, elle suivra les personnages de soutien, Bobby et Ronnie-Anne Santiago, qui vivent avec leur famille élargie dans la grande ville.

### Diffusion
- États-Unis : du 27 mai 2019 au 23 juillet 2020 sur Nickelodeon.
- France :
  - Du 7 septembre 2019 au 17 octobre 2020 sur Nickelodeon France.
  - Du 24 août 2020 au 4 juin 2021 sur Gulli.

## Épisodes

### Épisode 1:Les Casagrandes
- États-Unis : 27 mai 2019 sur Nickelodeon
- France :
  - 7 septembre 2019 sur Nickelodeon France
  - 23 avril 2021 sur Gulli

### Épisode 2:Les Casagrandes: facture de courant pas courante
- États-Unis : 10 juin 2019 sur Nickelodeon
- France :
  - 14 septembre 2019 sur Nickelodeon France
  - 30 avril 2021 sur Gulli

### Épisode 3:Les Casagrandes: la bonne place
- États-Unis : 11 juin 2019 sur Nickelodeon
- France :
  - 14 septembre 2019 sur Nickelodeon France
  - 7 mai 2021 sur Gulli

### Épisode 4:Les Casagrandes: dur d'être un modèle
- États-Unis : 12 juin 2019 sur Nickelodeon
- France :
  - 21 septembre 2019 sur Nickelodeon France
  - 14 mai 2021 sur Gulli

### Épisode 5:Les Casagrandes: ringuard, mon œil!
- États-Unis : 13 juin 2019 sur Nickelodeon
- France :
  - 21 septembre 2019 sur Nickelodeon France
  - 21 mai 2021 sur Gulli

### Épisode 6:Les Casagrandes: Affronte le public
- États-Unis : 17 juin 2019 sur Nickelodeon
- France :
  - 28 septembre 2019 sur Nickelodeon France
  - 28 mai 2021 sur Gulli

### Épisode 7:Les Casagrandes: La fête d'anniversaire
- États-Unis : 18 juin 2019 sur Nickelodeon
- France : 
  - 28 septembre 2019 sur Nickelodeon France
  - 28 mai 2021 sur Gulli

- Eric Nam

### Épisode 8:Les Casagrandes: La guerre commerciale
- États-Unis : 19 juin 2019 sur Nickelodeon
- France :
  - 5 octobre 2019 sur Nickelodeon France
  - 4 juin 2021 sur Gulli

### Épisode 9:Les Casagrandes: La fièvre de la lutte
États-Unis : 20 juin 2019 sur Nickelodeon
- France :
  - 5 octobre 2019 sur Nickelodeon France
  - 4 juin 2021 sur Gulli

- Jorge Gutierrez[Lequel ?]

### Épisode 10:Les Loud font naufrage
- États-Unis : 15 juillet 2019 sur Nickelodeon
- France :
  - 11 janvier 2020 sur Nickelodeon France
  - 23 mars 2021 sur Gulli

### Épisode 11:La recette du fiasco
- États-Unis : 16 juillet 2019 sur Nickelodeon
- France :
  - 11 janvier 2020 sur Nickelodeon France
  - 24 août 2020 sur Gulli

### Épisode 12:La course au cadeau
- États-Unis : 17 juillet 2019 sur Nickelodeon
- France :
  - 11 janvier 2020 sur Nickelodeon France
  - 24 août 2020 sur Gulli

### Épisode 13:Un rêve givré
- États-Unis : 18 juillet 2019 sur Nickelodeon
- France :
  - 11 janvier 2020 sur Nickelodeon France
  - 25 août 2020 sur Gulli

### Épisode 14:Service complexe
- États-Unis : 26 octobre 2019 sur Nickelodeon[N 1]
- France :
  - 18 janvier 2020 sur Nickelodeon France
  - 7 septembre 2020 sur Gulli

### Épisode 15:Un concours pour Charles
- États-Unis : 26 octobre 2019 sur Nickelodeon
- France :
  - 18 janvier 2020 sur Nickelodeon France
  - 26 août 2020 sur Gulli

### Épisode 16:L'amour donne des ailes
- États-Unis : 2 novembre 2019 sur Nickelodeon
- France :
  - 18 janvier 2020 sur Nickelodeon France
  - 7 septembre 2020 sur Gulli

### Épisode 17:Les cadets de l'espace
- États-Unis : 2 novembre 2019 sur Nickelodeon
- France :
  - 18 janvier 2020 sur Nickelodeon France
  - 27 août 2020 sur Gulli

### Épisode 18:Une présidente d'enfer
- États-Unis : 2 septembre 2019 sur Nickelodeon
- France :
  - 25 janvier 2020 sur Nickelodeon France
  - 8 septembre 2020 sur Gulli

### Épisode 19:Une gérante marrante
- États-Unis : 2 septembre 2019 sur Nickelodeon
- France :
  - 25 janvier 2020 sur Nickelodeon France
  - 28 août 2020 sur Gulli

### Épisode 20:À la recherche du mutant
- États-Unis : 19 octobre 2019 sur Nickelodeon
- France :
  - 25 janvier 2020 sur Nickelodeon France
  - 24 août 2020 sur Gulli

### Épisode 21:Le dernier Loud sur Terre
- États-Unis : 19 octobre 2019 sur Nickelodeon
- France :
  - 25 janvier 2020 sur Nickelodeon France
  - 31 août 2020 sur Gulli

### Épisode 22:Dispensé de réunion
- États-Unis : 9 novembre 2019 sur Nickelodeon
- France :
  - 1er février 2020 sur Nickelodeon France
  - 31 août 2020 sur Gulli

- Curtis Armstrong

### Épisode 23:Opération bouton
- États-Unis : 9 novembre 2019 sur Nickelodeon
- France :
  - 1er février 2020 sur Nickelodeon France
  - 1er septembre 2020 sur Gulli

### Épisode 24:Les Rois de la convention
- États-Unis : 14 octobre 2019 sur Nickelodeon
- France :
  - 1er février 2020 sur Nickelodeon France
  - 10 septembre 2020 sur Gulli

### Épisode 25:Soyons sport, c'est du sport
- États-Unis : 16 novembre 2019 sur Nickelodeon
- Belgique : 29 juin 2020 sur Nickelodeon Wallonie
- France :
  - 2 septembre 2020 sur Gulli
  - 5 septembre 2020 sur Nickelodeon France

### Épisode 26:Le costume de longue vie
- États-Unis : 16 novembre 2019 sur Nickelodeon
- Belgique : 29 juin 2020 sur Nickelodeon Wallonie
- France :
  - 5 septembre 2020 sur Nickelodeon France
  - 11 septembre 2020 sur Gulli

### Épisode 27:Les cornichons de la liberté
- États-Unis : 25 janvier 2020 sur Nickelodeon[N 2]
- Belgique : 30 juin 2020 sur Nickelodeon Wallonie
- France :
  - 3 septembre 2020 sur Gulli
  - 5 septembre 2020 sur Nickelodeon France

### Épisode 28:La bonne action de Lola
- États-Unis : 25 janvier 2020 sur Nickelodeon[N 3]
- Belgique : 30 juin 2020 sur Nickelodeon Wallonie
- France :
  - 5 septembre 2020 sur Nickelodeon France
  - 14 septembre 2020 sur Gulli

- Sabrina Fest

### Épisode 29:Restrictions budgétaires
- États-Unis : 1er février 2020 sur Nickelodeon
- Belgique : 1er juillet 2020sur Nickelodeon Wallonie
- France :
  - 4 septembre 2020 sur Gulli
  - 12 septembre 2020 sur Nickelodeon France

### Épisode 30:Game Over
- États-Unis : 1er février 2020 sur Nickelodeon
- Belgique : 1er juillet 2020 sur Nickelodeon Wallonie
- France :
  - 12 septembre 2020 sur Nickelodeon France
  - 14 septembre 2020 sur Gulli

### Épisode 31:Une maman parfaite
- États-Unis : 27 avril 2020 sur Nickelodeon[N 4]
- Belgique : 2 juillet 2020 sur Nickelodeon Wallonie
- France :
  - 12 septembre 2020 sur Nickelodeon France
  - 15 septembre 2020 sur Gulli

### Épisode 32:Chat va le faire
- États-Unis : 29 avril 2020 sur Nickelodeon[N 5]
- Belgique : 3 juillet 2020 sur Nickelodeon Wallonie
- France :
  - 12 septembre 2020 sur Nickelodeon France
  - 16 septembre 2020 sur Gulli

### Épisode 33:Sur la touche
- États-Unis : 15 février 2020 sur Nickelodeon
- Belgique : 6 juillet 2020 sur Nickelodeon Wallonie
- France :
  - 17 septembre 2020 sur Gulli
  - 19 septembre 2020 sur Nickelodeon France

### Épisode 34:Prendre son courage à demain
- États-Unis : 15 février 2020 sur Nickelodeon
- Belgique : 6 juillet 2020 sur Nickelodeon Wallonie
- France :
  - 18 septembre 2020 sur Gulli
  - 19 septembre 2020 sur Nickelodeon France

### Épisode 35:Le jeu des jumelles
- États-Unis : 11 mai 2020 sur Nickelodeon[N 6]
- Belgique : 7 juillet 2020 sur Nickelodeon Wallonie
- France :
  - 19 septembre 2020 sur Nickelodeon France
  - 21 septembre 2020 sur Gulli

### Épisode 36:Flip chez les Loud
- États-Unis : 12 mai 2020 sur Nickelodeon[N 7]
- Belgique : 7 juillet 2020 sur Nickelodeon Wallonie
- France :
  - 19 septembre 2020 sur Nickelodeon France
  - 21 septembre 2020 sur Gulli

### Épisode 37:Quand Lori quitte le nid
- États-Unis : 13 mai 2020 sur Nickelodeon[N 8]
- France :
  - 22 septembre 2020 sur Gulli
  - 26 septembre 2020 sur Nickelodeon France

### Épisode 38:Les rois du cookie
- États-Unis : 14 mai 2020 sur Nickelodeon[N 9]
- France :
  - 23 septembre 2020 sur Gulli
  - 26 septembre 2020 sur Nickelodeon France

### Épisode 39:Un terrain glissant
- États-Unis : 8 juin 2020 sur Nickelodeon
- France :
  - 24 septembre 2020 sur Gulli
  - 26 septembre 2020 sur Nickelodeon France

- Kyle Clifford : Rowdy McQuads

### Épisode 40:Faire du tri
- États-Unis : 9 juin 2020 sur Nickelodeon
- France :
  - 25 septembre 2020 sur Gulli
  - 26 septembre 2020 sur Nickelodeon France

### Épisode 41:Une autre étoile est née
- États-Unis : 10 juin 2020 sur Nickelodeon
- France :
  - 29 septembre 2020 sur Gulli
  - 3 octobre 2020 sur Nickelodeon France[31][source insuffisante]

### Épisode 42:Une terminale d'enfer
- États-Unis : 11 juin 2020 sur Nickelodeon
- France :
  - 30 septembre 2020 sur Gulli
  - 3 octobre 2020 sur Nickelodeon France[31]

### Épisode 43:Le Grand Prix de Kart
- États-Unis : 17 juin 2020 sur Nickelodeon
- France :
  - 1er octobre 2020 sur Gulli
  - 3 octobre 2020 sur Nickelodeon France[34]

- Karsyn Elledge

### Épisode 44:Cuisine en famille
- États-Unis : 16 mai 2020 sur Nickelodeon
- {France

 :
- - 3 octobre 2020 sur Nickelodeon France[34]
  - 6 octobre 2020 sur Gulli|réalisation=Kyle Marshall et Jordan Koch|scénario=Jeff Sayers|audience= États-Unis : 0,68 million de téléspectateurs[36] (première diffusion)|résumé=M. Loud découvre que Luan a choisi la cuisine en tant que cours facultatif en raison de ses deux premiers choix. Pour préparer sa fille à la cuisine, il montre sa passion de cuisiner avec elle. Une fois cette option terminée, M. Loud prévoit que sa fille perpétue l'héritage en lui faisant prendre le contrôle de son restaurant : la Table de Lynn. Il arrive bientôt au point où il prend le plaisir de cuisiner et fait agacer Luan avec.

### Épisode 45:Il était onze fois...
- États-Unis : 16 mai 2020 sur Nickelodeon
- France :
  - 7 octobre 2020 sur Gulli
  - 10 octobre 2020 sur Nickelodeon France

### Épisode 46:Ô plage! Ô désespoir!
- États-Unis : 15 juin 2020 sur Nickelodeon
- France :
  - 8 octobre 2020 sur Gulli
  - 10 octobre 2020 sur Nickelodeon France

### Épisode 47:Double défi
- États-Unis : 20 juillet 2020 sur Nickelodeon
- France :
  - 10 octobre 2020 sur Nickelodeon France
  - 13 octobre 2020 sur Gulli

- Marc Summers

### Épisode 48:Journal pas très intime
- États-Unis : 21 juillet 2020 sur Nickelodeon
- France :
  - 10 octobre 2020 sur Nickelodeon France
  - 14 octobre 2020 sur Gulli

### Épisode 49:Amis pour la vie
- États-Unis : 22 juillet 2020 sur Nickelodeon
- France :
  - 15 octobre 2020 sur Gulli
  - 17 octobre 2020 sur Nickelodeon France

### Épisode 50:En voiture, Lori!
- États-Unis : 23 juillet 2020 sur Nickelodeon
- France :
  - 17 octobre 2020 sur Nickelodeon France
  - 21 octobre 2020 sur Gulli